# 大師堂

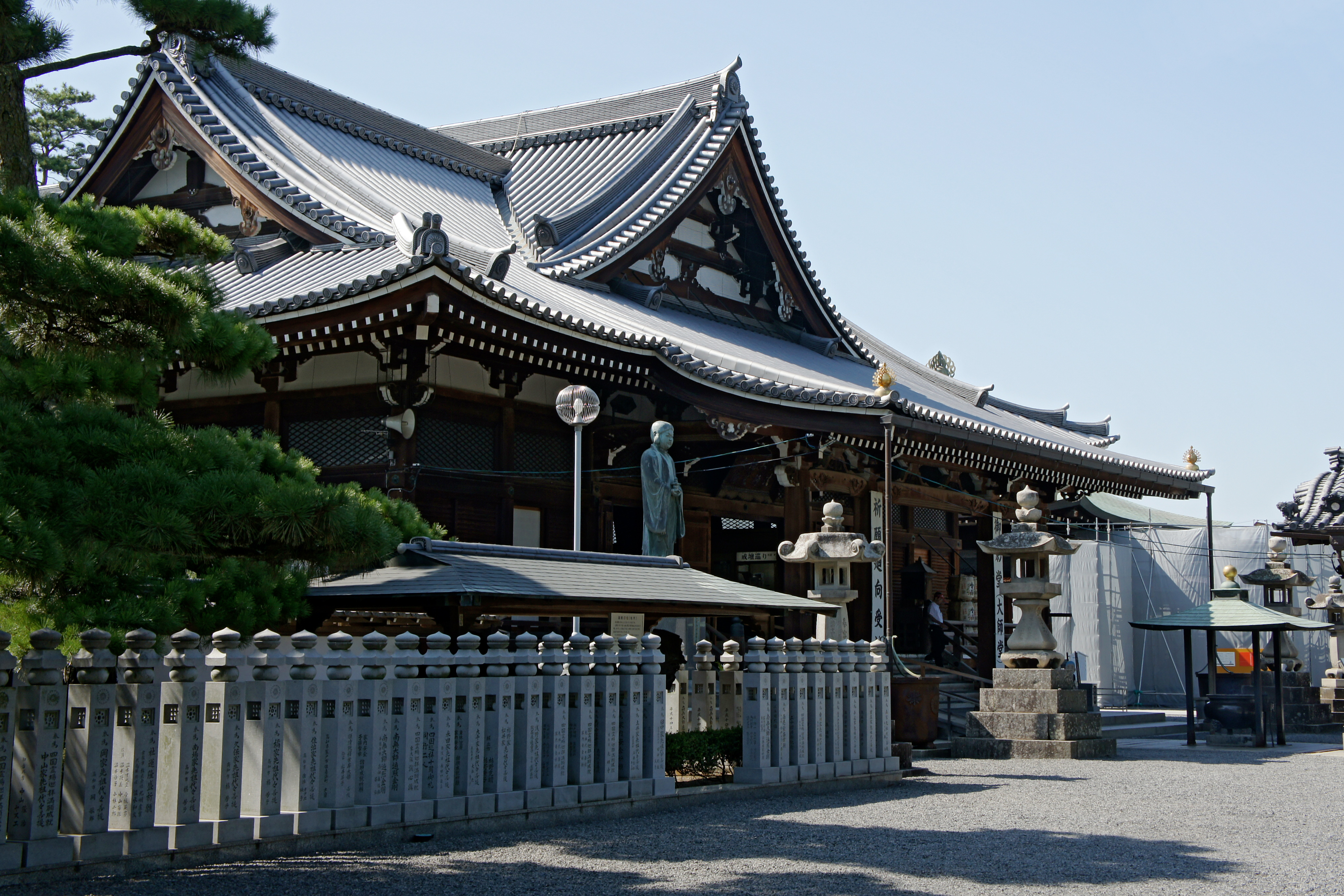
善通寺御影堂（大師堂）

大師堂（だいしどう）は、日本における仏堂の呼称の1つで、大師号を贈られた僧を礼拝の対象として祀るものである。
全国の「大師堂」と称する仏堂は、真言宗の開祖・空海（弘法大師）を祀る堂が真言宗系寺院に多く存在し、真言宗以外の寺院では円珍（智証大師）、良源（慈恵大師、元三大師）を祀る堂を「大師堂」と称するものもある。

## 四国における大師堂
四国八十八箇所の寺には、本堂のほかに空海を祀る大師堂が必ずあり、遍路の際には本堂と共に大師堂にも参拝することがならわしとなっている。
参拝は本堂の前で納め札を納め読経をしたあとに、同じように大師堂の前でもお参りし、その後に納経所で納経帳などに朱印をしてもらうのが一般的である。
また、四国八十八箇所の寺以外にも、於久万大師堂、千人宿記念大師堂、小村大師堂などのように、遍路道沿いに空海を祀る小規模の堂が番外霊場として数多く存在する。

## その他
- 弘法大師にあやかり、大師堂を名乗る仏具店、墓石店、葬儀社、鍼灸院などが多数存在する。

## 著名な大師堂（御影堂）の例

### 空海（弘法大師）を祀る大師堂
- 四国八十八箇所各寺院の大師堂
  - 善通寺御影堂（大師堂）（香川県善通寺市） - 空海生誕の場所。
  - 岩屋寺大師堂（愛媛県上浮穴郡久万高原町） - 重要文化財[3]。大正時代の建築。
- 新長谷寺大師堂（岐阜県関市） - 重要文化財[4]
- 東寺御影堂（京都市南区） - 国宝。
- 根来寺大師堂（和歌山県岩出市） - 重要文化財。大塔とともに豊臣秀吉の焼き討ちをまぬがれた。1391年（明徳2年）頃の建立と推定されている。
- 大蔵寺 大師堂（奈良県宇陀市） - 重要文化財。鎌倉時代の建築。宝形造、杮葺きで、大師堂としては日本最古。
- 安楽寿院大師堂（京都市伏見区） - 1596年（慶長元年）の地震で倒壊した新御塔の材を用い再建された。

### 親鸞（見真大師）を祀る御影堂
- 西本願寺御影堂（京都市下京区） - 国宝[5]
- 東本願寺御影堂（京都市下京区） - 重要文化財[6]
- 本山専修寺御影堂（三重県津市一身田町） - 国宝
- 本寺専修寺御影堂（栃木県真岡市） - 重要文化財

### 法然（円光大師）を祀る御影堂
- 知恩院本堂（御影堂）（京都市東山区） - 国宝
- 知恩寺御影堂（京都市左京区） - 重要文化財

### 円珍（智証大師）を祀る大師堂
- 園城寺（三井寺）大師堂（滋賀県大津市） - 重要文化財。桃山時代1598年（慶長3年）建造。宝形造、桧皮葺。

### 良源（元三大師）を祀る元三大師堂
- 延暦寺横川・四季講堂（元三大師堂）（滋賀県大津市） - 重要文化財
- 四天王寺元三大師堂（大阪市天王寺区） - 重要文化財